# Neyslutrans
Neyslutrans es el primer álbum de estudio del grupo musical islandés Hatari, publicado el 17 de enero de 2020 con la discográfica Svikamylla ehf..

## Descripción
El álbum está compuesto de trece pistas, de las cuales algunas realizadas con la participación de algunos artistas invitados. En este figura también la canción Hatrið mun sigra, con la cual Hatari ganó Söngvakeppnin 2019, representando a Islandia en el Festival de la Canción de Eurovision en el mismo año, quedando en décima posición.
Según el cantante Matthías Tryggvi Haraldsson, Neyslutrans representa «El álbum no es un lamento de la civilización occidental, si no del mundo, lo cual es apropiado. Este podría ser el último álbum lanzado por humanos. La segunda mitad del álbum está orquestada con esto en mente.».

## Pistas
| N.º | Título | Duración |  |

1. Engin miskunn – 3:53
2. Spillingardans – 3:43
3. Klámstrákur – 3:36
4. Klefi/Samed (صامد) (con Bashar Murad) – 3:53
5. Þræll – 3:02
6. Hlauptu (with CYBER) – 3:33
7. Hatrið mun sigra – 3:07
8. Spectavisti me mori, op. 8 – 2:51
9. 14 ár – 3:05
10. Ógleði – 5:15
11. Helvíti (with Svarti Laxness) – 3:47
12. Nunquam iterum, op. 12 – 4:05
13. Niðurlút (with GDRN) – 3:53

## Formación
- Einar Hrafn Stefánsson – percusión, programación, sintetizador
- Klemens Nikulásson Hannigan – programación, sintetizador, voz
- Matthías Tryggvi Haraldsson – voz

Músicos invitados
- Bashar Murad – voz (pista 4)
- Salka Valsdóttir – voz (pista 6)
- Jóhanna Rakel – voz (pista 6)
- Pétur Björnsson – violín (pista 8, 9 y 10)
- Davíð Þór Katrínarson – voz (pista 11)
- The Choir of Iua – voz (pista 12)
- Friðrik Margrétar – arreglo y dirección coral (pista 12)
- Guðrún Yr Eyfjörð Jóhannesdóttir – voz (pista 13)

Producción
- Einar Hrafn Stefánsson – producción, mezcla, ingeniería acústica
- Klemens Nikulásson Hannigan – producción
- Friðfinnur "Oculus" Sigurðsson – masterización
- Francesco Fabris – ingeniería del sonido (ras 12)